# 张鸿铭
张鸿铭（1955年11月—），浙江省杭州市人。1978年8月参加工作，1985年7月加入中国共产党。中共中央党校研究生学历，厦门大学工商管理硕士学位。曾任浙江省政协副主席、杭州市人民政府市长。

## 职业履历
- 1975.09——1978.08，浙江化工学院（今浙江工业大学）分析专业学习；
- 1978.08——1981.11，煤炭工业部北京煤科院煤化所工作（其间：1980.04—1981.07在中国矿院北京研究生部学习）；
- 1981.11——1984.06，浙江省环境保护科研所工作；
- 1984.06——1987.06，浙江省环境保护局工作（其间：1985.07—1987.06下派温州市鹿城区环保办公室任副主任）；
- 1987.06——1992.04，浙江省环境保护局开发治理处副处长；
- 1992.04——1993.08，浙江省环境保护局开发治理处处长；
- 1993.08——1998.02，浙江省环境保护局副局长、党组成员（其间：1996.09—1997.07在中央党校中青年干部培训班学习）；
- 1998.02——2004.10，浙江省环境保护局局长、党组书记（1996.09—1999.07在中央党校函授学院研究生班经济管理专业学习毕业）；
- 2004.10——2005.04，台州市委副书记、代市长；
- 2005.04——2007.02，台州市委副书记、市长；
- 2007.02——2007.05，中共台州市委书记、市长；
- 2007.05——2009.03，台州市委书记；
- 2009.03——2009.04，浙江省政府党组成员、办公厅党组书记；
- 2009.04——2013.01，浙江省政府党组成员、省政府秘书长、办公厅党组书记（其间：2006.06—2009.06在厦门大学工商管理硕士专业学习毕业，获硕士学位）；
- 2013.01——2013.07，浙江省政协副主席；
- 2013.07——2013.09，浙江省政协副主席、杭州市委副书记、代市长、市政府党组书记；
- 2013.09——2014.02，中共杭州市委副书记，杭州市人民政府代市长[1]；
- 2014.02——2017.01，浙江省杭州市委副书记、市长、市政府党组书记；
- 2017.02——2018.01，浙江省政协副主席、党组成员[2][3]。
- 2017年1月19日，在中国人民政治协商会议第十一届浙江省委员会第五次会议上，当选浙江省政协副主席，2018年1月29日卸任[4]。
- 2017年2月22日，杭州市第十二届人大常委会第四十二次会议决定接受辞去杭州市市长职务[5]。

2014年1月13日，被浙江省第十二届人大常委会第八次会议补选为第十二届全国人民代表大会代表。